# Sigma dels Bessons
Sigma dels Bessons (σ Geminorum) és un estel de magnitud aparent +4,23 a la constel·lació dels Bessons. És una gegant taronja de tipus espectral K1IIIb i 4.600 K de temperatura efectiva. Lluix amb una lluminositat equivalent a 34 sols i té un radi 9,3 vegades més gran que el radi solar. Probablement és una gegant de baixa massa, entorn de 1,5 masses solars. S'hi troba a 122 anys llum del sistema solar.
Sigma Geminorum és un estel variable del tipus RS Canum Venaticorum. Té una acompanyant molt propera —possiblement una nana de tipus G o K— a una distància de només 0,2 ua de l'estel principal que completa una òrbita cada 19,605 dies. La rotació de la gegant taronja està sincronitzada amb el període orbital de la companya, girant més de pressa de l'habitual —la seva velocitat de rotació en l'equador és entre 22 i 27 km/s. Això ha generat una gran activitat magnètica en l'estel gegant taronja; fins al 30% de la seva superfície està coberta de grans taques estel·lars, que poden ser anàlogues a les del Sol, però de grandàries descomunals, de manera que quan gira l'estel la seva lluentor varia. Així mateix, és una de les fonts més importants de rajos X així com una radiofont notable.